# Elisa Ferreira
Elisa Maria da Costa Guimarães Ferreira GCC • GCIH (Porto, 17 de outubro de 1955) é uma economista e política portuguesa. Militante do Partido Socialista, foi ministra do Ambiente e ministra do Planeamento nos dois governos liderados por António Guterres, deputada à Assembleia da República e deputada em três legislaturas ao Parlamento Europeu.
Foi a escolha do primeiro-ministro português, António Costa, e da presidente da Comissão Europeia, Ursula von der Leyen, para representar Portugal na Comissão Von der Leyen (2019-2024), com a pasta da Coesão e Reformas. Foi assim incluída na lista de comissários proposta pelo Conselho ao Parlamento Europeu e por este aprovada.

## Biografia

### Percurso académico e profissional
Elisa Ferreira licenciou-se em Economia pela Faculdade de Economia da Universidade do Porto em 1977. Completou a formação académica na Universidade de Reading, no Reino Unido, onde fez o mestrado e o doutoramento na mesma área em 1981 e 1985, respetivamente.
Ao longo da sua carreira profissional, exerceu diversos cargos:
- professora auxiliar da Faculdade de Economia da Universidade do Porto

- vice-presidente da Associação Industrial Portuense (AIP), entre 1992 e 1994;
- vice-presidente da Comissão de Coordenação da Região Norte, entre 1989 e 1992;
- presidente da Comissão Executiva da Operação Integrada de Desenvolvimento (OID) do Vale do Ave (entre 1990 e 1992);
- coordenadora da equipa técnica autora dos Estudos Preparatórios da OID do Vale do Ave;
- sub-diretora do Programa de Investigação sobre Gestão de Recursos Hídricos financiado pela NATO;
- sub-diretora do Projecto de Gestão Integrada dos Recursos Hídricos do Norte (entre 1986 e 1987);
- representante do Ministério do Plano e Administração do Território na Comissão de Gestão Integrada da Bacia Hidrográfica do Ave - CGIBHA, entre 1985 e 1989;
- colaboradora não permanente da Universidade Católica, no Porto e em Lisboa (desde 1986);
- vogal do Conselho de Administração do Instituto Nacional de Estatística (de 1989 a 1992);
- membro do Conselho de Administração do Banco de Portugal (de 2016 ao 2019).

### Atividade política
- ministra do Ambiente do XIII Governo Constitucional (de 1995 a 1999);
- ministra do Planeamento do XIV Governo Constitucional (de 1999 a 2002);
- deputada à Assembleia da República pelo Partido Socialista (de 2002 a 2004);
- deputada ao Parlamento Europeu pelo PS (de 2004 a 2016);
- candidata pelo PS à presidência da Câmara Municipal do Porto (2009).
- Comissária de Portugal na União Europeia, com a pasta da Coesão e Reformas (2019 a 2024).

## Condecorações
Foi agraciada com as seguintes condecorações:
- Grã-Cruz da Ordem Militar de Cristo de Portugal (9 de junho de 2005)
- Grã-Cruz da Ordem do Infante D. Henrique de Portugal (22 de dezembro de 2023)